# Sjoerd Bax
Sjoerd Bax (Gorinchem, 6 gennaio 1996) è un ciclista su strada olandese che corre per la Q36.5 Pro Cycling Team; attivo in formazioni UCI dal 2015, ha vinto la Coppa Agostoni 2022.

## Palmarès
- 2014 (Juniores)

Campionati olandesi, Prova a cronometro Juniores
- 2019 (Metec-TKH p/b Mantel, una vittoria)

2ª tappa Rhône-Alpes Isère Tour (Saint Exupéry > Saint-Pierre-de-Chandieu)
- 2021 (Metec-Solarwatt p/b Mantel, quattro vittorie)

3ª tappa Alpes Isère Tour (Saint Exupéry > Pusignan)
5ª tappa Alpes Isère Tour (Pressins > Crolles)
Classifica generale Alpes Isère Tour
2ª tappa Tour de la Mirabelle (Neufchâteau > Saint-Amarin)
- 2022 (Alpecin-Deceuninck, due vittorie)

Coppa Agostoni
7ª tappa Tour de Langkawi (Kuah > Kuah)
- 2023 (UAE Team Emirates, una vittoria)

Trofeo Matteotti

### Altri successi
- 2014 (Juniores)

2ª tappa, 1ª semitappa Aubel-Thimister-La Gleize (Thimister, cronosquadre)
- 2015 (Rabobank Development)

Classifica giovani Triptyque des Monts et Châteaux
- 2017 (Delta Cycling Rotterdam)

Eurode Omloop
- 2019 (Metec-TKH p/b Mantel)

Classifica punti Rhône-Alpes Isère Tour
Eurode Omloop
- 2021 (Metec-Solarwatt p/b Mantel)

Classifica punti Alpes Isère Tour

## Piazzamenti

### Classiche monumento
- Giro delle Fiandre

2023: 68º
- Parigi-Roubaix

2023: 13º
- Liegi-Bastogne-Liegi

2023: ritirato
2024: ritirato
- Giro di Lombardia

2023: ritirato

### Competizioni mondiali
- Campionati del mondo

Ponferrada 2014 - In linea Juniores: 10º
Zurigo 2024 - In linea Elite: ritirato

### Competizioni continentali
- Campionati europei

Nyon 2014 - Cronometro Junior: 22º
Nyon 2014 - In linea Junior: 35º
Drenthe 2023 - Cronometro Elite: 10º
Drenthe 2023 - Staffetta mista Elite: 4º
Drenthe 2023 - In linea Elite: 30º